# Soziale Frage
Der Begriff soziale Frage bezeichnet die sozialen Missstände, die mit der modernen europäischen Bevölkerungsexplosion und der Industriellen Revolution einhergingen, das heißt die sozialen Begleit- und Folgeprobleme des Übergangs von der Agrar- zur sich urbanisierenden Industriegesellschaft. In England war der Beginn dieses Übergangs etwa ab 1760 zu verzeichnen, in Deutschland ab dem frühen 19. Jahrhundert. Schon geraume Zeit davor kristallisierte sich dramatisches Elend großer Bevölkerungsgruppen. Eine erste Phase umfasste in Deutschland etwa die erste Hälfte des 19. Jahrhunderts. Sie war geprägt von einer schnell wachsenden Bevölkerung, die ein lohnarbeitendes Proletariat schuf, der Bauernbefreiung, Landflucht und Verstädterung, dem Niedergang des alten Gewerbes und einem allmählichen Aufkommen der Fabrikindustrie.
Kernprobleme der sozialen Frage waren der Pauperismus und die Existenzunsicherheit von Bauern, ländlichem Gesinde, Handwerkern, Arbeitern und kleinen Kontorangestellten.
Im Laufe der Zeit verschoben sich die Problemlagen. Etwa zwischen den 1850er und den 1870er Jahren erfuhr die Industrie einen starken Aufschwung, während sich der Niedergang des Heimgewerbes und die Krise des Handwerks fortsetzten. Eine dritte Phase war in Deutschland seit etwa 1870 von der Hochindustrialisierung und vom Übergang zur Industriegesellschaft geprägt. Die soziale Frage wurde nun vornehmlich zur Arbeiterfrage. Massenhafte Abwanderung vom Lande in die städtischen Industriezentren, Begleiterscheinungen der Großstadtbildung und die gesellschaftliche Integration der Industriearbeiterschaft beschäftigten die politisch Verantwortlichen ebenso wie die bürgerliche Öffentlichkeit. Je nach Problemwahrnehmung und Interessenlage wurden unterschiedliche Lösungsansätze zur sozialen Frage entwickelt.

## Begriff
Der Begriff „soziale Frage“ entstand ab etwa 1830 und umschreibt zunächst die mit dem Bevölkerungs- und Städtewachstum entstehende Verelendung, dann die mit dem Gesellenüberschuss (daher auch der „Handwerksburschenkommunismus“ von Wilhelm Weitling) und den Arbeitsbedingungen der Frühindustrialisierung (12-Stunden-Tag, Kinder- und Frauenarbeit) verbundenen Konflikte. Die soziale Krise wurde vielfach fühlbar: Unterernährung und frühes Siechtum, Untergang kleiner Wirtschaftsbetriebe (Höfe, Einzelhandel, Handwerk), Wohnungsnot in den anwachsenden Großstädten, starke Binnenmigration, neue Kriminalitätsformen.
Zunächst wird der Terminus in der deutschsprachigen Literatur als Übersetzung des französischen question sociale verwendet, um die gesellschaftliche Situation in anderen Staaten Westeuropas darzustellen. Ein erster Nachweis findet sich in der am 30. April 1840 in Augsburg erschienenen Korrespondenz Heinrich Heines aus Paris. In gesellschaftspolitischen Schriften und Untersuchungen zur Situation in Deutschland erlangte der Begriff erst um 1848 eine herausgehobene, programmatische Bedeutung. In Parteiprogrammen wie dem Eisenacher Programm (1869) der Sozialdemokratischen Arbeiterpartei oder dem Gothaer Programm (1875) der Sozialistischen Arbeiterpartei Deutschlands (später SPD) findet der Begriff ebenfalls Erwähnung.

## Entstehung und Merkmale
Die soziale Frage ergab sich aus der Notlage wirtschaftlich schwacher sozialer Gruppierungen. Zu den Hauptursachen zählten ein sich beschleunigendes Bevölkerungswachstum sowie die Folgen von Bauernbefreiung und Gewerbefreiheit.
Die überwiegend noch auf dem Lande lebende Bevölkerung wuchs in Europa nach 1815 ungewöhnlich stark an. Gründe dafür könnten in der gesamteuropäischen Klimaerwärmung liegen, die von den 1780er Jahren an sicherere Ernten ermöglichte. Medizinische und hygienische Fortschritte trugen zum Bevölkerungswachstum bei, z. B. die Einführung der Pockenimpfung durch Edward Jenner 1796 und eine verbesserte chirurgische Ausbildung, wie sie zunächst für die Militärchirurgie unter Napoleon I. eingeführt wurde. Zudem wurde schon ab der merkantilistischen Ära eine intensive pro-natalistische Bevölkerungspolitik betrieben, um die durch die mittelalterlichen Pestwellen entstandenen Bevölkerungsverluste auszugleichen.
Die Bauernbefreiung durch Aufhebung der Grundherrschaft erzwang von den Landwirten eine Abgeltung alter Frondienste, die oft in der Form von Landabtretung geschah. Die nunmehr persönlich freien Bauern verblieben auf unwirtschaftlich kleinen Höfen, fielen in Verschuldung und wurden durch das sogenannte Bauernlegen aus ihrem Besitz gekauft. Die Aufhebung des Zunftzwangs im Handwerk führte in Verbindung mit der Abwanderung vom Lande zu einem Anstieg der Gesellenzahl sowie – bei sinkenden Löhnen im Handwerk und steigender Arbeitslosigkeit – zum sogenannten Handwerksburschenelend.

## Steigender Problemdruck
Signifikante gesellschaftliche Armut wie auch Versuche ihrer Milderung vor allem auf kirchlicher und kommunaler Basis gab es, bevor die „soziale Frage“ als Begriff in Gebrauch kam. Die neuartigen Formen und die Nachwirkungen der die monarchischen Herrschaftssysteme und die Kirchen beunruhigenden Französischen Revolution förderten aber die Tendenz, dass die zunehmende Armut breiter Bevölkerungsschichten in der öffentlichen Meinung und in alten und neuen Wissenschaftszweigen (Jurisprudenz, Nationalökonomie, Soziologie) entsprechend thematisiert wurde.
Die Brisanz der sozialen Frage ergab sich aus dem als völlig neuartig und radikal empfundenen sozialen Wandel. Die europäische spätfeudale Agrargesellschaft mit handels- und gewerbekapitalistischen Städten als überregionalen Märkten (Max Weber) wandelte sich zu einer kapitalistischen – erst merkantilistisch, dann industriell geprägten – Gesellschaft (siehe Industrielle Revolution).
Die allmähliche Auflösung der traditionellen sozialen Gemeinschaften wie etwa der Großfamilie oder der Bindung an den Grundherrn zerriss auch die traditionell eng verflochtenen sozialen Netze. Die ein Überangebot an Arbeitskräften in den Städten bewirkende Landflucht drückte dort das Lohnniveau, so dass mehrere Mitglieder einer Familie eine Lohnarbeit suchen mussten; die dadurch auf den Arbeitsmarkt drängenden Frauen und Kinder senkten das Lohnniveau weiter, Arbeitszeiten von 12 und mehr Stunden pro Tag sowie Nacht- und Sonntagsarbeit wurden erzwungen; auf Gesundheit (chronische Vergiftungen, Silikose) und betrieblichen Unfallschutz wurde kaum geachtet. Arbeitsverhältnisse und Lebensbedingungen der Lohnarbeiterschaft trugen alle Züge einer Verelendung: erbärmliche Wohnverhältnisse in verwanzten Mietskasernen, oft nur ein Zimmer pro Familie, die Betten tagsüber zusätzlich von Schlafburschen belegt. Das Familienleben war unter solchen Verhältnissen ungekannten Belastungen ausgesetzt und tendierte zur Auflösung mit der Konsequenz persönlicher Vereinzelung, Verrohung der Sitten, Schulmangel, Prostitution, auch Kinderprostitution, und Bandenbildung, daraus folgend zu einem Komplex gesundheitlicher Schäden (Tuberkulose, Geschlechtskrankheiten, „Englische Krankheit“ durch Vitaminmangel, Krätze, Verlausung, Trunksucht) und sinkender Lebenserwartung.

### Arbeitsbedingungen

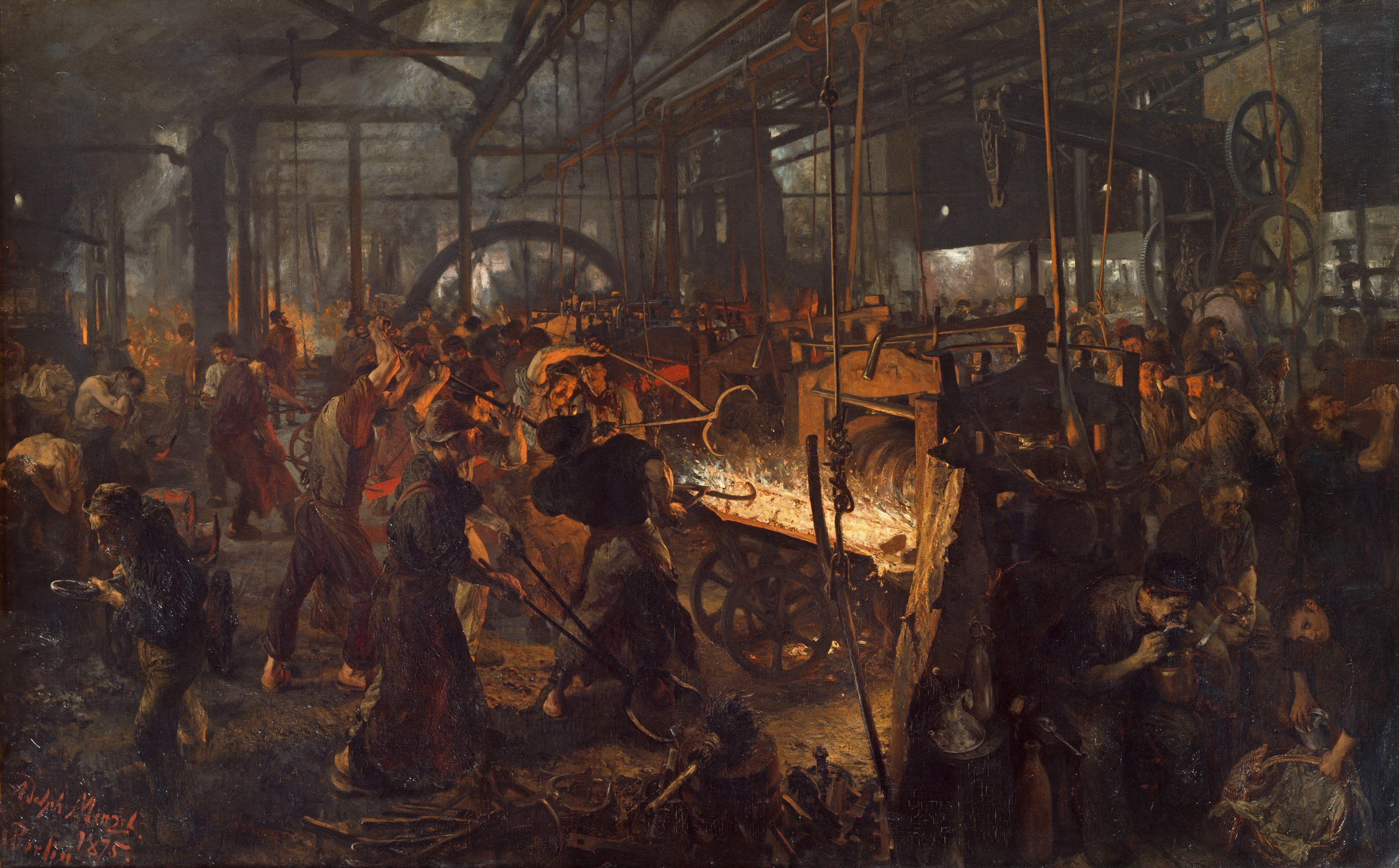
Eisenwalzwerk, Gemälde von Adolph von Menzel (1872–1875)

Durch das Angebot an Arbeitskräften aus dem Zustrom überzähliger Landarbeiter und in der industriellen Konkurrenz unterlegener Handwerker konnten Unternehmer teilweise mit Löhnen nahe dem Existenzminimum produzieren und erzielten einen bis heute unerreichten relativen Reichtum.
Die Arbeitsbedingungen waren schwer und es herrschte strenge Arbeitsdisziplin. Arbeiter, die aufbegehrten oder arbeitsunfähig waren, konnten mangels wirksamer Arbeitsmarktgesetzgebung durch neue Landflüchtlinge ersetzt werden. In englischen Industriestädten betrug die durchschnittliche Lebensarbeitszeit bis zur „Arbeitsunfähigkeit“ etwa 15 Jahre. Das Durchschnittsalter der Industriearbeiter in Manchester lag bei nur 18 Jahren. Der Arbeitslohn konnte bei zehnminütigem Zuspätkommen um einen halben Tageslohn gekürzt werden. Ebenso konnten bei fehlerhafter Arbeitsleistung oder Werkzeugbruch Lohnabzug verhängt werden. Üblich waren auch Verlängerung der täglichen Arbeitszeit (bis zu 18 Stunden), keine Sonntagsruhe, unzureichender oder fehlender Arbeitsschutz (Transmissionsbänder der Dampfmaschinen waren eine große Gefahrenquelle). Es gab auch keine Altersversorgung, Unfallversicherung oder Schutz gegen Willkür durch Vorgesetzte, wie z. B. Kündigungsschutz.
Der Gesetzgeber kannte zu dieser Zeit keine oder kaum regulierende ordnungspolitische Rahmenbedingungen für den Arbeitsmarkt (siehe auch Manchesterkapitalismus). Polizei und Militär dienten innenpolitisch primär der Aufrechterhaltung der öffentlichen Ordnung, Armenemeuten und Hungerdemonstrationen wurden oft brutal niedergeschlagen und führten zu Verletzten, Toten sowie Inhaftierungen und auch Hinrichtungen der Anführer.

### Frauen- und Kinderarbeit

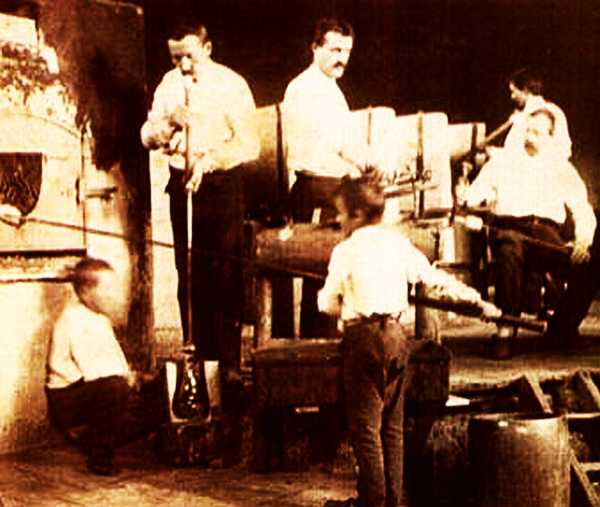
Glashütte Eleonorenhain in Böhmen (1890): Kinderarbeit beim Eintragen

Die Arbeiter verdienten oftmals zu wenig, um ihre Familie zu ernähren. So mussten vor allem in (noch herkömmlich) kinderreichen Familien auch Frauen und Kinder Lohnarbeiten annehmen. Frauen arbeiteten in Heimarbeit, anstatt wie früher im Verlagssystem, sowie in der bedeutenden Textilindustrie. Bei Arbeitgebern waren Frauen sehr beliebt, da sie feinmechanisch kundiger und psychisch sehr belastbar waren und somit auch intensiver und länger arbeiten konnten; vor allem aber waren sie billiger, da ihr Lohn deutlich unter dem der männlichen Arbeiter lag.
Die Kinderarbeit gibt es in der ländlichen Familienwirtschaft seit Menschengedenken, aber mit der Industrialisierung nahm sie im 18. und 19. Jahrhundert in Europa und den USA Ausmaße an, die die Gesundheit und Bildung der Arbeiterkinder massiv beeinträchtigte. Kinder wurden auch im Untertagebau eingesetzt, da sie kleiner waren und deswegen bei schmalen Flözen im Streb und engen Stollen Kohle oder Erz effektiver als Erwachsene hereingewinnen konnten. In England arbeiteten Kinder im Sommer bis zu 64 und im Winter 52 Stunden in der Woche unter Tage. In Webereien (Cotton Mills) waren sogar 80 Stunden pro Woche üblich.

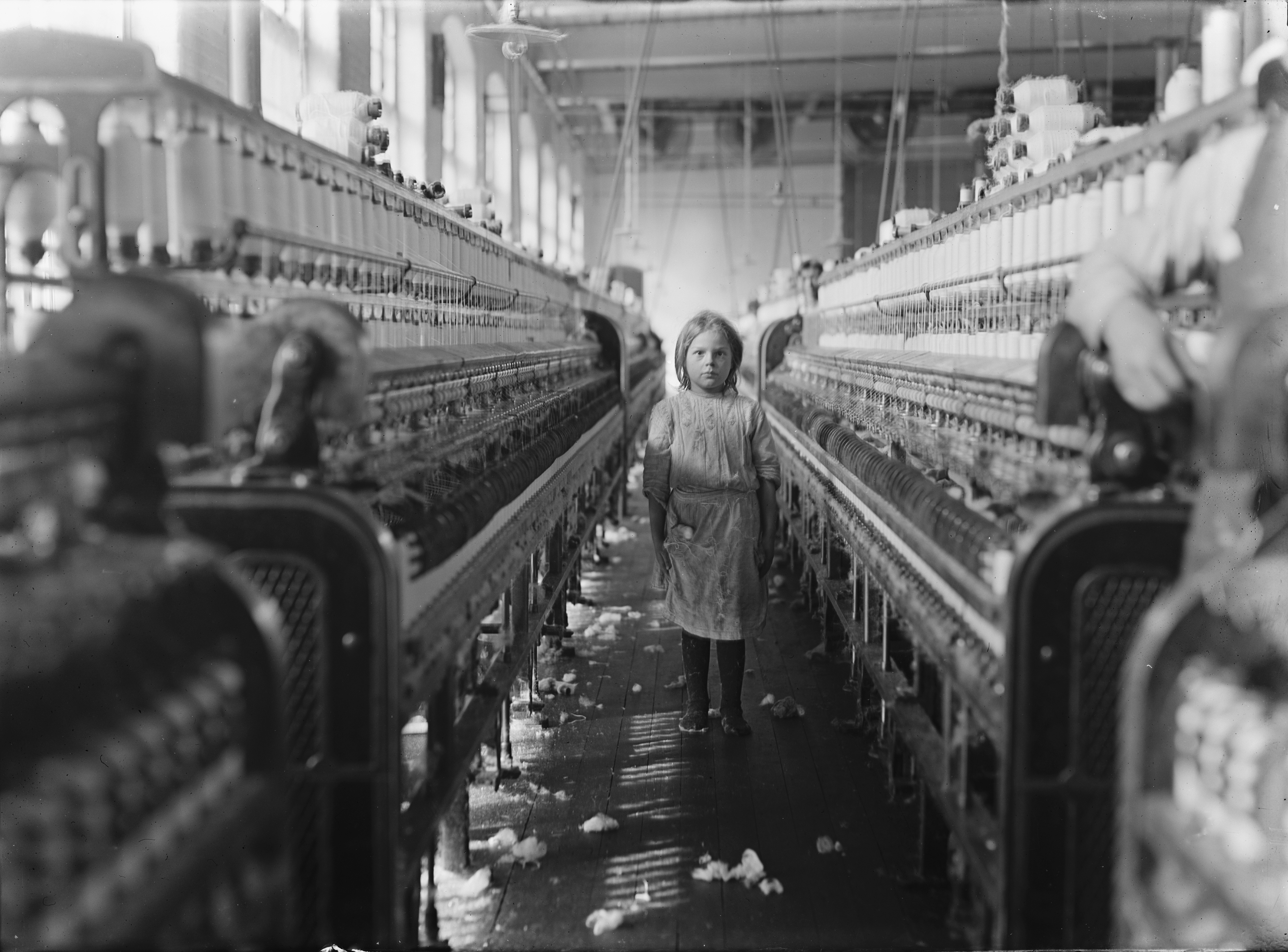
Kinderarbeit in Newberry, South Carolina (1908)

1833 wurde das erste Gesetz zum Schutz der Kinder in England erlassen: Arbeitsverbot für Kinder unter neun Jahren in Textilfabriken, Nachtarbeitsverbot und maximal 12-Stunden-Tag für Jugendliche unter 18 Jahren. Etwa zehn Jahre später folgte ein Verbot der Untertagearbeit für Kinder (Mindestalter: zehn Jahre) und Frauen. Ähnliche Gesetze wurden bald darauf in Deutschland und Österreich (Arbeitsverbot für Kinder unter Zwölf) erlassen. Preußen erließ deshalb 1839 ein „Regulativ“, das Kindern unter zehn Jahren die Arbeit in Fabriken verbot, sowie ein Sonntags- und Nachtarbeitsverbot für 10- bis 16-jährige. Im Jahr 1853 wurde das Mindestalter für die Fabrikarbeit auf zwölf Jahre angehoben (neun Jahre plus drei Jahre Schulpflicht). Zur Durchsetzung der Gesetze wurde die Gewerbeaufsicht eingeführt. Im Handwerk, Gewerbe und vor allem in der Landwirtschaft gab es aber weiterhin keinen gesetzlichen Schutz für Kinder. Obwohl Kinder fast genauso viel wie ein Erwachsener arbeiten mussten, bekamen sie nur etwa ein Zehntel des durchschnittlichen Lohnes eines Mannes.

### Wohnungssituation

Behausung einer Arbeiterfamilie 1902 in Hamburg

Durch das Wachstum der Städte wuchs auch die Wohnungsnot. Es bildeten sich Slums, behelfsmäßige Wohnbezirke ohne Anbindung an die städtische Infrastruktur sowie Mietskasernen. Zudem war es üblich, sich ein Bett im Schichtbetrieb mit einem Schlafburschen zu teilen. Die Wohnungsnot war für heutige Verhältnisse in Industrienationen ohnegleichen, bis zu 10 Personen wohnten auf 14 m². Es fehlte in den Slums an Wasser- und Abwasserleitungen (für mehr als hundert Menschen gab es nur eine Toilette). Später wurden für die Arbeiter massiver gebaute, mehrgeschossige Mietskasernen errichtet („Schnitterkasernen“ auf dem Land). Wasser und Klosett gab es für alle gemeinsam am Gang. Die Wohnungen der Industriellen Revolution hatten bis zum Bauhaus durch die Bauweise mit Innenhöfen nur wenig Licht (Berliner Zimmer) und waren oft feucht. Die Wohnungsknappheit verursachte hohe Mietausgaben für die Arbeiter, die bis zu drei Viertel des Lohns ausmachten.

## Lösungsansätze
Zur Lösung der sozialen Frage bildeten sich verschiedene gesellschaftliche und politische Organisationen und Parteien neu: die Genossenschaftsbewegung, die Arbeiterbewegung, die Organisationen der Kirchen, die auf den Grundsätzen der christlichen Soziallehre aufbauen, die neu gegründeten Gewerkschaften und neue politische Parteien.
Zudem erließ der Gesetzgeber nach und nach zahlreiche Gesetze und Verordnungen und gründete zu deren Durchsetzung neue Exekutiven, die schließlich in der umfangreichen Sozialgesetzgebung heutiger Industrienationen mündete.
Die drängenden Probleme führten zu einer vielfältigen gesellschaftlichen Mobilisierung und Politisierung, die je nach sozialer Interessenlage und Sicht unterschiedliche Lösungsansätze hervorbrachten. So engagierten sich u. a. bäuerliche, bürgerliche und kirchliche Initiativen, dann auch (früh-)sozialistische und marxistische Bewegungen sowie Verantwortliche in Staat und Wissenschaften.

### Gesellschaftliche Gruppen
Neben neuzeitlichen Genossenschaften und z. B. dem katholischen Kolping-Bund entwickelten sich Arbeitervereine und Gewerkschaften, dann auch Parteien als politische Interessenvertreter der ausgebeuteten Lohnarbeiterschaft (im Deutschen Reich u. a. die SPD). Aus der Sicht der Arbeiterbewegung resultierte die soziale Frage zentral aus dem Klassengegensatz zwischen Kapitaleignern (Bourgeoisie) und Lohnabhängigen (Proletariat).
Manche der Unternehmen, die in größerem Umfang Lohnarbeiter beschäftigten, suchten deren Lage zu verbessern, indem sie ihnen günstige Wohnungen stellten (Werkwohnungsbau), zuweilen auch werkärztliche Dienste einrichteten und die Löhne etwas anhoben.
Auch die parallel anwachsende Frauenbewegung (Lohnangleichung, Kampf gegen die Prostitution), nach 1900 auch die Jugendbewegung (Hinwendung aus grauer Städte Mauern zur Natur) waren Antworten auf die soziale Frage mit jeweils eigener Strategie der Problembekämpfung.

### Staatliche Reformpolitik
Die staatliche Sozialpolitik des Deutschen Reiches versuchte eine Entschärfung dieser Konflikte durch Sozialreformen. Erste konkrete Lösungsansätze sind in der Sozialgesetzgebung Otto von Bismarcks zu finden, die 1883 mit dem Krankenversicherungsgesetz ihren Anfang nahm, dann auch eine Unfallversicherung (1884) und eine Alters- und Invaliditätsversicherung (1889) einführte, aus der 1891 die gesetzliche Rentenversicherung wurde. Dieser sozialpolitische Ansatz wurde alsbald von anderen Staaten übernommen und variiert. Die staatliche Sozialpolitik der Bismarck-Zeit wurde vorbereitet und teilweise ergänzt durch die im Zuge patriarchalischer Fürsorge seit den 1830er Jahren entstandenen Arbeits- und Fabrikordnungen. 
In einem Kommentar aus historischer Sicht heißt es dazu: „Eine positive Lösung der sozialen Frage stellt Bismarcks Sozialgesetzgebung dar. Bismarck erkennt das Kernproblem: Die Unsicherheit der Existenz des Arbeiters.“ Die unter dem Kaiser Wilhelm II. fortgesetzten Sozialreformen trugen zur Entschärfung des sozialen Elends bei und förderten eine bessere gesellschaftliche und politische Platzierung der sozialen Unterschichten im Deutschen Reich, machten jedoch nicht, wie es Bismarck angezielt hatte, die Arbeiter zu Gunsten der Monarchie der Arbeiterbewegung abspenstig.

### Wissenschaften
Im Bereich der Wissenschaften wandten sich vorrangig die Nationalökonomie (vgl. den Kathedersozialismus) und die Sozialmedizin dem Problemfeld zu. Als erster deutscher Soziologe hat Ferdinand Tönnies 1907 mit seinem Werk Die soziale Frage darüber eine Abhandlung verfasst.

### Kirchen und kirchliche Institutionen

#### Katholische Kirche
Im Jahr 1891 thematisierte Papst Leo XIII. in seiner Enzyklika Rerum Novarum die sozialen Verwerfungen und Missstände und benannte seinerseits Lösungswege.
In der Enzyklika Quadragesimo anno vom 15. Mai 1931 hob Papst Pius XI., erinnernd an das vierzigjährige Jubiläum der Enzyklika Rerum Novarum, die Bedeutung des Subsidiaritätsprinzips hervor und drängte auf umfassende gesellschaftliche Reformen im Sinne der katholischen Soziallehre.
In seiner Pfingstbotschaft im Jahr 1941 (zur sozialen Frage) erinnerte Papst Pius XII. an die Kernforderungen der Enzyklika Rerum Novarum und ermahnte alle Menschen und Nationen eindringlich, schnellstmöglich nach Lösungen zu suchen.

## Bedeutungsverschiebung
Gegen Ende des 19. Jahrhunderts kam es zu einer Bedeutungserweiterung des Begriffs der sozialen Frage. An seine Stelle traten weiter gefasste Begriffe wie Sozialpolitik oder Sozialreform.
Der Ausbau des Sozialstaats und die Anhebung des allgemeinen Wohlstandniveaus (Wirtschaftswunder) nach 1950 trugen maßgeblich dazu bei, dass die soziale Frage als Arbeiterfrage in der zweiten Hälfte des 20. Jahrhunderts zumindest in den Industrieländern als Begriff in Vergessenheit geriet. In der zweiten Hälfte der 1970er Jahre wurde in Deutschland ein Versuch der Neubestimmung der Sozialpolitik vorgenommen. Dabei wurde der Begriff „neue soziale Frage“ geprägt, der sich aber nicht dauerhaft im politischen Sprachgebrauch durchsetzen konnte.
Zu Beginn des 21. Jahrhunderts sehen die Soziologen Robert Castel und Klaus Dörre jedoch die Relevanz einer neuen sozialen Frage: Sie wird formuliert durch die Entstehung eines Prekariats aus der Wiederkehr sozialer Unsicherheiten infolge atypischer Beschäftigungsverhältnisse wie zum Beispiel Arbeitnehmerüberlassungen.